# Sándwich cubano

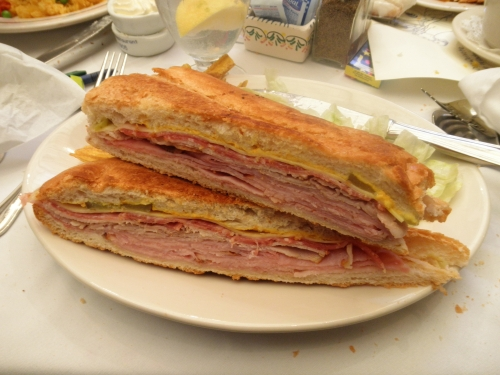
Típico sándwich cubano en Ybor City, Tampa

El sándwich cubano es un tipo de sándwich que se originó en las comunidades cubanoestadounidenses de Plant City, Ybor City y Key West, Florida, a principios del siglo XX. También es popular en la comunidad cubana más reciente en Miami y en otros lugares donde los cubanos emigraron en el siglo XX. Los ingredientes tradicionales son jamón, cerdo asado (a menudo mojo), queso suizo, encurtidos, mostaza y, a veces, salami en pan cubano. Se puede prensar y calentar en una plancha.

## Composición
Los Sándwiches cubanos (a veces denominados "medianoche", o "Cuban Pressed Sandwich") hizo por primera vez en Florida en las comunidades de inmigrantes de Ybor City y Key West alrededor del año 1900. Hoy, son uno de los productos más típicos de los menús de las cafeterías y restaurantes en Florida y otros lugares en los Estados Unidos con una gran población cubana.
Se diseñó para ser en sí mismo una comida completa. Los ingredientes son pan cubano, jamón tipo lacón cocido, lechón, lonchas de queso, pepinillos en salmuera, y también se puede añadir salsa mostaza picante. Lo que nunca lleva de ingredientes son: tomate, lechuga, zanahoria, mayonesa, espárrago. El sándwich incluye salami en Tampa pero no en el sur de Florida. 
En otros países como España, se considera sándwich cubano al mixto con huevo.